# Гётеборг-Сити (аэропорт)
Аэропорт Гётеборг-Сити или Гётеборгский городской аэропорт (ИАТА: GSE, ИКАО: ESGP), ранее и довольно неформально известный как Säve Flygplats представляет собой второй международный аэропорт Гётеборга, расположенный в 9.3 км от центра Гётеборга на острове Хисинген, Бохуслан, Швеция. Он расположен в пределах муниципалитета Гётеборг, отсюда его название. В 2001 г., перед приходом сюда авиакомпании Ryanair годовой объём перевозок составлял примерно 9 тыс. чел. В 2008 г. из аэропорта отправилось 844 тыс. чел. В дополнение к коммерческому использованию, аэропорт также применяется для большого количества спасательных операций, включая действия Шведской береговой охраны.
Хотя этот аэропорт используется в основном бюджетными авиаперевозчиками, он расположен ближе к центру города, чем главный аэропорт (Гётеборг-Ландветтер, через который прошло 4.36 миллиона пассажиров в 2007 г.), хотя время в пути примерно одинаковое. Это один из немногих используемых Рианэйр аэропортов, расположенных в крупных городах. 

## Наземный транспорт
К каждому прибывающему и отправляющему рейсу Рианаэр и Wizz Air подаётся автобус, местом отправления и прибытия которого является терминал «Нильс Эриксон» в центре Гётеборга. Время в пути — 30 минут, стоимость проезда — 60 шведских крон. .
Возможно использование обычного пригородного автобуса, который останавливается на главной дороге в 600 м от терминала (57°46,93′ с. ш. 11°51,73′ в. д.). Однако билеты необходимо купить предварительно, потому что они не продаются ни в автобусе, ни в аэропорту. Можно использовать также такси или арендуемые автомобили.
Чтобы добраться до аэропорта, необходимо использовать выезд 82 на дорогу Е6 к северу от города. Возможно использование кратковременной и долговременной парковки.

## История
В 1940 г. здесь была построена военная авиабаза, названная F 9 Säve. Авиабаза была закрыта в 1969 г. В 1977 г. после закрытия старого аэропорта Торсланда, располагавшегося примерно в 10 км к югу, регулярные рейсы были перенесены в аэропорт Ландветтер, а рейсы малой авиации в Säve. В 1984 г. после расширения взлётно-посадочных полос стало возможным принимать самолёты бизнес-авиации. В 2001 г. аэропорт получил своё нынешнее название, и Рианэйр стала выполнять отсюда регулярные рейсы в Лондон. В 2004 г. военно-воздушные силы Швеции полностью покинули аэропорт, когда была ликвидирована вертолётная эскадрилья военно-морского флота. Память об этом сохранена в музее, который называется «Аэромузей» (Aeroseum), и демонстрирует различные военные самолёты.

## Конкуренция
Паромная компания DFDS Seaways проиграла конкурентную борьбу с бюджетными авиаперевозчиками, особенно с Рианэйр, которая сейчас летает из аэропорта «Гётеборг-Сити» в Глазго-Прествик и Лондон-Станстед. Паромное сообщение между Ньюкастлом и Гётеборгом была прекращено в октябре 2006 г. Это была единственная паромная линия между Швецией и Великобританией, они существовала с конца XIX в.